# Excultanus paraconus
Excultanus paraconus är en insektsart som beskrevs av Mckamey 2003. Excultanus paraconus ingår i släktet Excultanus och familjen dvärgstritar. Inga underarter finns listade i Catalogue of Life.